# William Lawrence Bragg
Sir William Lawrence Bragg (31. března 1890, Adelaide, Austrálie – 1. července 1971, Ipswich, Suffolk) byl britský fyzik a rentgenový krystalograf. Je zakladatelem rentgenové strukturní analýzy a rentgenové spektroskopie. Byl synem Williama Henryho Bragga, se kterým na začátku své kariery spolupracoval. V roce 1941 byl za své vědecké objevy pasován na rytíře.
V roce 1912 formuloval Braggovu rovnici (Braggův zákon) rentgenové difrakce na krystalech. Byl to důležitý krok ve vývoji rentgenové krystalografie a stal se základem pro určení krystalové struktury. Umožnil zjištění atomové struktury nerostů, slitin a silikátů. Za tyto objevy dostal spolu s otcem v roce 1915 Nobelovu cenu za fyziku. Stal se tak nejmladším laureátem Nobelovy ceny za fyziku, neboť ji obdržel ve věku 25 let.  
V roce 1913  vyvinul spolu s otcem Braggovu metodu (metodu otočného krystalu) na určování krystalové struktury pomocí rentgenového záření a na měření vlnové délky. Metoda umožnila zjistit krystalovou strukturu mnohých anorganických látek, například diamantu či kamenné soli.
Po válce se stal ředitelem Cavendish Laboratory v Cambridgi, kde James Dewey Watson a Francis Crick v únoru 1953 objevili a popsali strukturu DNA.
William Lawrence Bragg byl i autorem několika publikací. Napsal například Electricity, Atomic structure of minerals, X-rays and crystal structure (spolu s otcem) a The history of X-ray analysis.

## Vzdělání a kariera

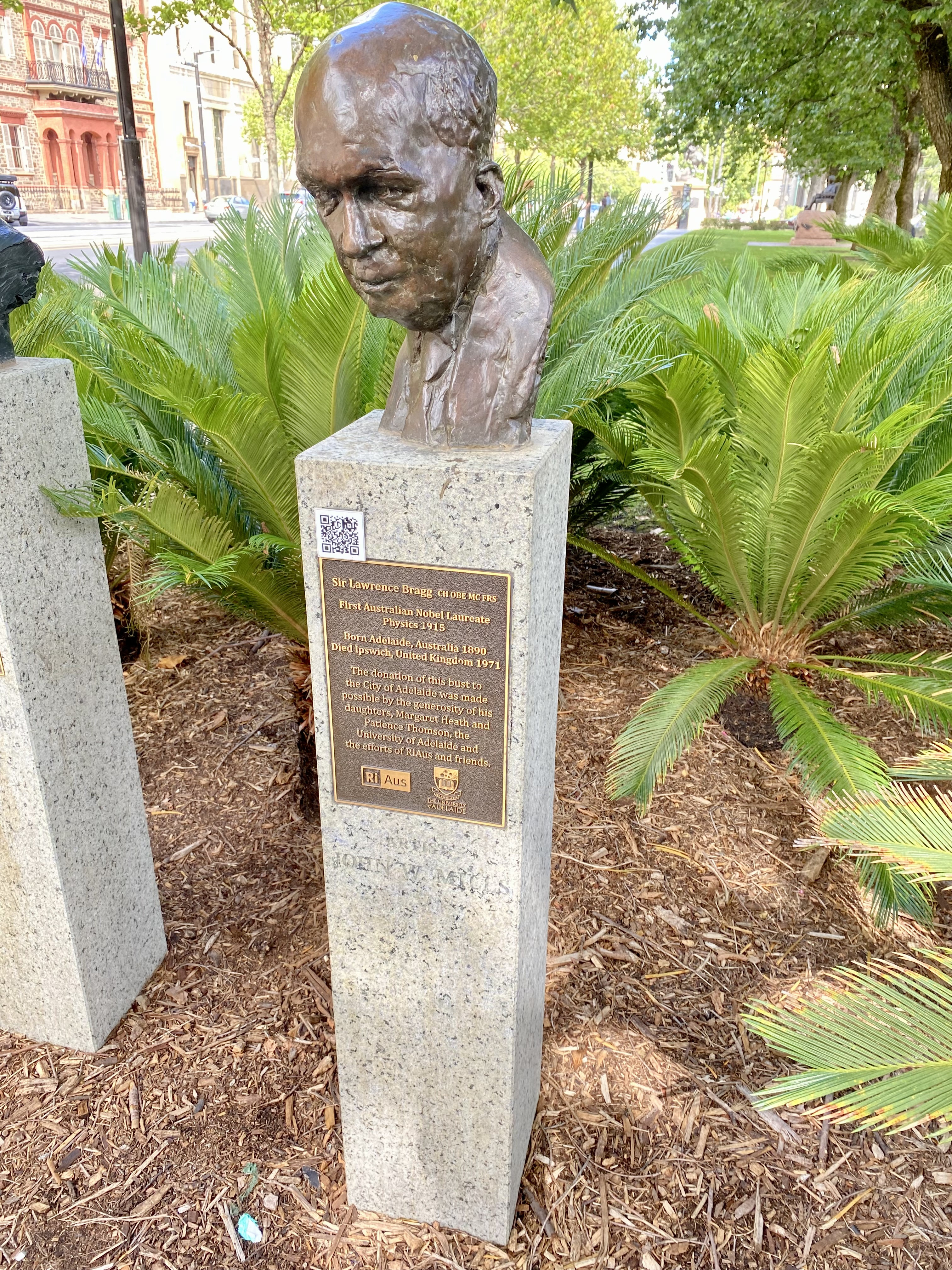
Památník William Lawrence Bragga v Adelaide, Austrálie

William Lawrence Bragg se narodil 31. března 1890 v Adelaide v Austrálii jako syn sira Williama Henryho Bragga. Jeho dědeček z matčiny strany, Sir Charles Todd, byl astronomem a generálním poštmistrem Jižní Austrálie.
Po absolvování St. Peter's College studoval matematiku na univerzitě v Adelaide. Po promoci v roce 1908 se odebral se svým otcem do Velké Británie a studoval na Trinity College v Cambridgi, kde v roce 1912 absolvoval s vyznamenáním přírodní vědy Tripos.
Dva roky pracoval se svým otcem a v roce 1914 byl jmenován spolupracovníkem a přednášejícím na Trinity College. V letech 1915 až 1919 působil jako technický poradce pro měření zvuku v mapovém oddělení vojenského velitelství ve Francii. V roce 1918 se stal důstojníkem britského impéria a byl vyznamenán Vojenským křížem.
Po válce byl v letech 1919 až 1937 profesorem fyziky na univerzitě v Manchesteru a v letech 1937 až 1938 ředitelem Národní fyzikální laboratoře. V letech 1938 až 1953 byl profesorem experimentální fyziky na univerzitě v Cambridgi.
Jako ředitel Cavendishovy laboratoře a jako vedoucí vědců Francise Cricka a Jamese Watsona, byl v roce 1953 svědkem objasnění strukturu molekuly DNA v konkurenci s Rosalind Franklinovou, která prováděla výzkum v Londýně. Právě Bragg nominoval oba vědce  na Nobelovu cenu za fyziologii a medicínu, kterou obdrželi v roce 1962.
Po válce byl Bragg spoluzakladatelem Mezinárodní krystalografické unie a byl zvolen jejím prvním prezidentem.
V roce 1953 Bragg přijal místo profesora chemie na Royal Institution a toto místo zastával až do svého odchodu do důchodu v roce 1966. V této funkci se zasloužil o zavedení přednášek pro školáky, ve kterých měly být děti experimentálně seznámeny s přírodními vědami. V letech 1958 až 1960 byl předsedou Frekvenčního poradního výboru. V roce 1967 byl jmenován členem Řádu společníků cti.
V roce 1921 se oženil s Alicí Grace Jenny Hopkinsonovou, se kterou měl dva syny a dvě dcery. Zemřel 1. července 1971 v nemocnici Waldringford poblíž Ipswiche.

## Výzkum a objevy

### Braggův zákon (Braggova rovnice)

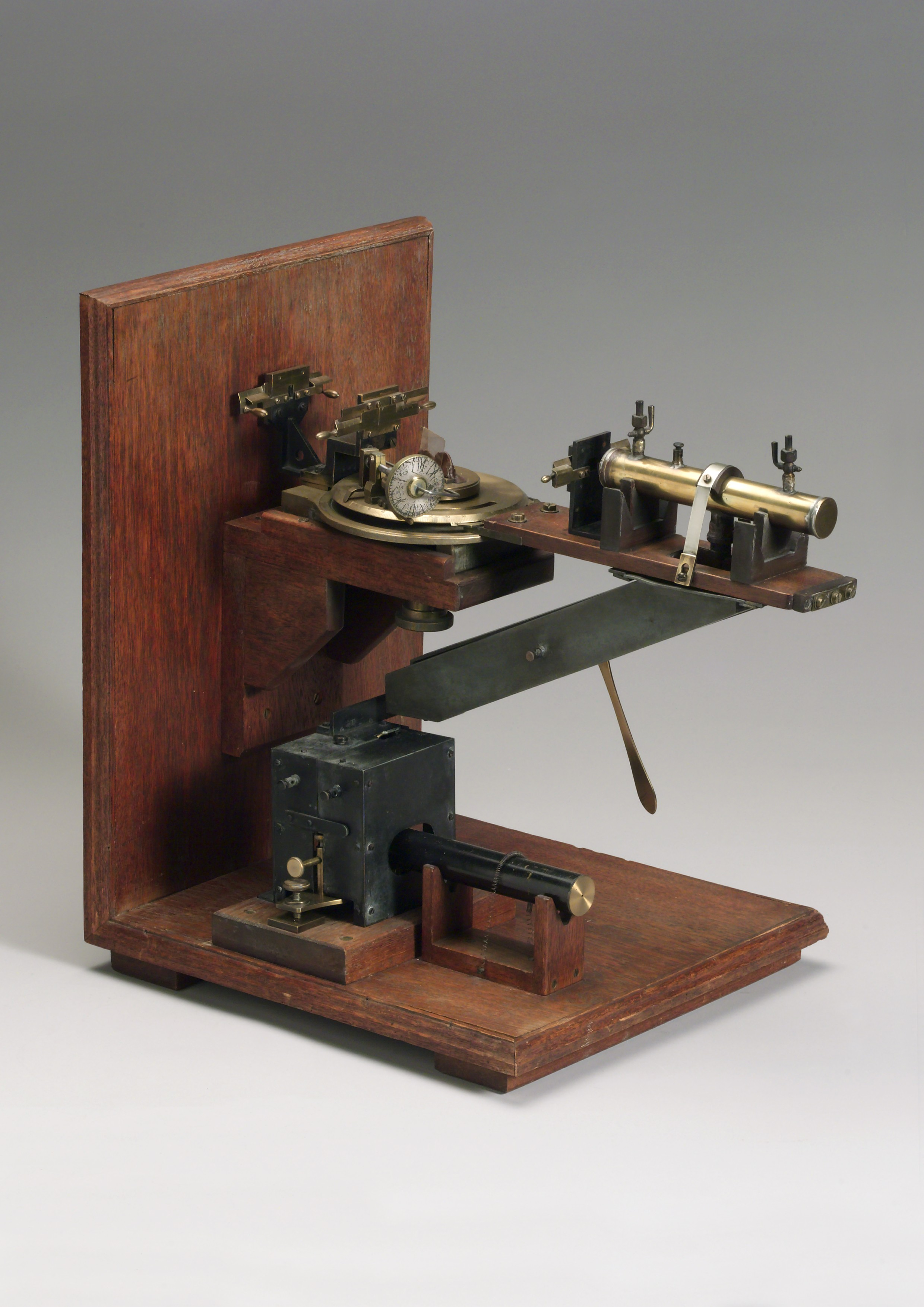
Braggův spektrometr pro měření rentgenových paprsků

V době Williama Lawrence Bragga nebylo známé složení rentgenových paprsků. Jeho otec byl přesvědčen, že rentgenové paprsky jsou proudy částic, jiní tvrdili, že je to vlnění. Důkaz, že rentgenové paprsky jsou vlnění provedl německý fyzik Max von Laue, který namířil rentgenový paprsek na krystal před fotografickou deskou. Vedle dopadu paprsku se objevily další skvrny od odražených paprsků. Tento pokus stál za objevem ohybu (difrakce) rentgenových paprsků na krystalech a Max von Lauev za něj v roce 1914 dostal Nobelovu cenu za fyziku.
V roce 1912 Williama Lawrence Bragga, ještě jako student prvního ročníku univerzity v Cambridgi, studoval objev Maxe von Laueho a popsal jej jednoduchou Braggovou rovnicí. Ta popisuje vlnovou délku rentgenového záření a vzdálenost mezi atomovými vrstvami v jednoduchém krystalu ve vztahu k úhlům, pod kterými se dopadající rentgenový paprsek odráží.
Jeho otec sestavil přístroj (metoda otočného krystalu), ve kterém mohl být krystal otočen do přesných úhlů při měření odrazu paprsků. To umožnilo otci a synovi měřit vzdálenosti mezi atomovými vrstvami v řadě jednoduchých krystalů. Vypočítali vzdálenost atomů z hmotnosti krystalu a Avogadrovy konstanty, což jim umožnilo měřit vlnové délky rentgenových paprsků produkovaných různými kovovými cíli v rentgenových trubicích.

### Zvukové pásmo
V letech 1915 až 1919 působil v mapovém oddělení vojenského velitelství ve Francii jako technický poradce pro měření zvuku nepřátelských děl. Problém se zvukovým rozsahem spočíval v tom, že těžká děla duněla na příliš nízké frekvenci, než aby je detekoval mikrofon. Se svou skupinou vyvinul metodu lokalizace nepřátelského dělostřelectva ze zvuku jejich palby. Byl používán v každé jednotce britské armády a byl přijat Američany po jejich vstoupení do války. Za svou práci během války byl vyznamenán Vojenským křížem a Řádem britského impéria.

### Struktura DNA

Animace části dvojšroubovice DNA

V roce 1947 Bragg přesvědčil Radu pro lékařský výzkum, aby podpořila studium struktury proteinů v Laboratoři molekulární biologie, kde pracoval. Do roku 1960 rozlišili strukturu myoglobinu na atomární úrovni.
Prvním triumfem však bylo dekódování struktury DNA Jamesem Watsonem a Francisem Crickem. Bragg oznámil objev na konferenci o proteinech v Belgii v roce 1953 a nominoval Cricka, Watsona a Maurice Wilkinse na Nobelovu cenu za fyziologii a medicínu. Dostali ji v roce 1962. Mezi nimi měla být i Rosalind Franklinová, která dokázala, že DNA je dvojitá šroubovice, nikoliv trojitá šroubovice, kterou navrhoval Linus Pauling. Rosalind Franklinová však zemřela před udělením ceny.
Rentgenová analýza struktury proteinů vzkvétala v následujících letech a určovala struktury desítek proteinů v laboratořích po celém světě. Za práci využívající rentgenovou analýzu bylo uděleno dvacet osm Nobelových cen. Nevýhodou metody je, že musí být provedena na krystalech, což vylučuje pozorování změn tvaru proteinů a dalších organických látek. Bragg inicioval vývoj nové krystalografické metody, která by tento problém vyřešila. Metoda využívala modifikovaných elektronových mikroskopů k zobrazení jednotlivých zmrazených molekul. Nyní se nazývá kryoelektronová mikroskopie a kryoelektronový mikroskop umožňuje zobrazení buněčné struktury téměř v atomovém rozlišení.

## Ocenění
- V roce 1914 mu byla spolu s jeho otcem Williamem Henrym Braggem udělena Barnardova medaile.
- Bragg a jeho otec William Henry Bragg získali v roce 1915 Nobelovu cenu za fyziku "za své služby při studiu krystalových struktur pomocí rentgenového záření". Kromě toho ve stejném roce obdrželi Matteucciho medaili.
- V roce 1921 byl William Lawrence Bragg zvolen členem Královské společnosti, která mu udělila Hughesovu medaili v roce 1931, Královskou medaili v roce 1946 a Copleyho medaili v roce 1966.
- Spolu se svým otcem dal jméno minerálu braggit, který poprvé popsal F. A. Bannister v roce 1932.
- V roce 1939 byl přijat do Académie des sciences jako člen korespondent.
- V roce 1939 obdržel cenu Johna J. Cartyho Národní akademie věd, jejímž členem se stal v roce 1945.
- V roce 1943 byl zvolen členem Americké filozofické společnosti.
- V roce 1943 byl zvolen čestným členem Královské společnosti v Edinburghu.
- V roce 1948 obdržel Roeblingovu medaili Mineral Society of America.
- V roce 1951 se stal zahraničním členem Accademia dei Lincei v Římě.
- V roce 1955 mu byla udělena plaketa města Remscheid Röntgen.
- V roce 1959 byl zvolen do Americké akademie umění a věd.
- Australský fyzikální institut uděluje každoročně Braggovu zlatou medaili za vynikající výsledky ve fyzice.
- Britský institut fyziky uděluje každoročně Braggovu medaili za přínos k fyzikálnímu vzdělávání.